# Atella (municipi)
|  | Aquest article tracta sobre un municipi actual de la província de Potenza. Si cerqueu la antiga ciutat grega a Campània, vegeu «Atella». |

Atella (lucà: Ratèddə o Ratéddə) és un municipi italià, situat a la regió de Basilicata i a la província de Potenza. Ocupa una superfície de 88,48 quilòmetre quadrat i tenia 3,654 habitants a l'1 gener 2023.

## Demografia
| 1r gener 2017 | 1r gener 2018 | 1r gener 2023 |
| 3.860         | 3.829         | 3.654         |

## Administració
| Dates mandat | Nom de l'alcalde/ssa | Causa finalització |
| ------------ | -------------------- | ------------------ |